# Семйонткі
Семйонткі (пол. Siemiątki, нім. Segsau) — село в Польщі, у гміні Нідзиця Нідзицького повіту Вармінсько-Мазурського воєводства.
Населення — 33 особи (2011).
У 1975-1998 роках село належало до Ольштинського воєводства.

## Демографія
Демографічна структура станом на 31 березня 2011 року:
|          | Загалом | Допрацездатний вік | Працездатний вік | Постпрацездатний вік |
| -------- | ------- | ------------------ | ---------------- | -------------------- |
| Чоловіки | 21      | 5                  | 16               | 0                    |
| Жінки    | 12      | 2                  | 9                | 1                    |
| Разом    | 33      | 7                  | 25               | 1                    |